# Brun–Titchmarshs sats
Inom analytisk talteori är Brun–Titchmarshs sats, uppkallad efter Viggo Brun och Edward Charles Titchmarsh, ett resultat om primtalens fördelning i aritmetiska följder. Satsen säger att om {\displaystyle \pi (x;q,a)} är antalet primtal p lika med a modulo q med p ≤ x är
{\displaystyle \pi (x;q,a)\leq {2x \over \varphi (q)\log(x/q)}}
för alla q < x. Resultatet bevisades sållmetoder av Montgomery och Vaughan; ett tidigare resultat av Brun och Titchmarsh innehöll den additionella faktorn {\displaystyle 1+o(1)}.
För små "q", mer specifikt om {\displaystyle q\leq x^{9/20}}, gäller även (Y. Motohashi, (1973)): 
{\displaystyle \pi (x;q,a)\leq {(2+o(1))x \over \varphi (q)\ln(x/q^{3/8})}}